# Jerry Heidenreich
Jerry Heidenreich (* 4. Februar 1950 in Tulsa, Oklahoma; † 18. April 2002 in Paris, Texas) war ein US-amerikanischer Schwimmer und zweifacher Olympiasieger.

## Werdegang
Heidenreich studierte an der Southern Methodist University und gewann an den Hochschulmeisterschaften den NCAA-Titel über 220 Yards Freistil.
1972 trat er bei den Olympischen Sommerspielen in München an und konnte dort mit den US-Schwimmstaffeln zwei Goldmedaillen gewinnen. In den Einzelwettkämpfen holte er sich eine Silbermedaille über 100 m Freistil und eine Bronzemedaille über 100 m Schmetterling.
Heidenreich konnte in seiner Karriere insgesamt sechs Weltrekorde aufstellen. Er wurde 1992 in die International Swimming Hall of Fame in Fort Lauderdale aufgenommen.
Am 18. April 2002 verübte Heidenreich Selbstmord.